# عبد الله صابات
عبدالله صابات هو رجل أعمال فلسطيني، مواليد مدينة بيت لحم. حاصل على درجة الماجستير في إدارة الأعمال في العلوم المالية والمحاسبة من جامعة ليفربول، ودرجة البكالوريوس في المحاسبة وإدارة الأعمال من جامعة بيرزيت. يشغل منصب عضو مجلس إدارة شركة الإتصالات الفلسطينية (بالتل)، ونائب رئيس مجلس إدارة بورصة فلسطين، ورئيس مجلس إدارة الشركة الفلسطينية للتأجير والتأجير التمويلي (بال ليس). وهو الرئيس التنفيذي في شركة فلسطين للتنمية والإستثمار باديكو القابضة.

## حياته العملية
شغل عبد الله صابات عدة مناصب عملية منها: شريك في مجموعة مسار العالمية، مديراً للتدقيق في شركة التدقيق العالمية إرنست ويونغ، ومديراً عاماً لصندوق سراج للإستثمار وهو أول شركة متخصصة بإدارة الصناديق الإستثمارية في فلسطين، حيث تدير الشركة إستثمارات بقيمة 300 مليون دولار في مختلف القطاعات الإقتصادية. وهو أيضاً محاسب قانوني معتمد (CPA) من ولاية نيو مكسيكو في الولايات المتحدة الأمريكية منذ العام 2008، ومدقق داخلي معتمد من قبل المعهد العالمي للمدققين الداخليين (IIA)، وعضو في المعهد الأمريكي للمحاسبين القانونيين المعتمدين (AICPA) ومعهد المدققين الداخليين.